# Solanum ptychanthum

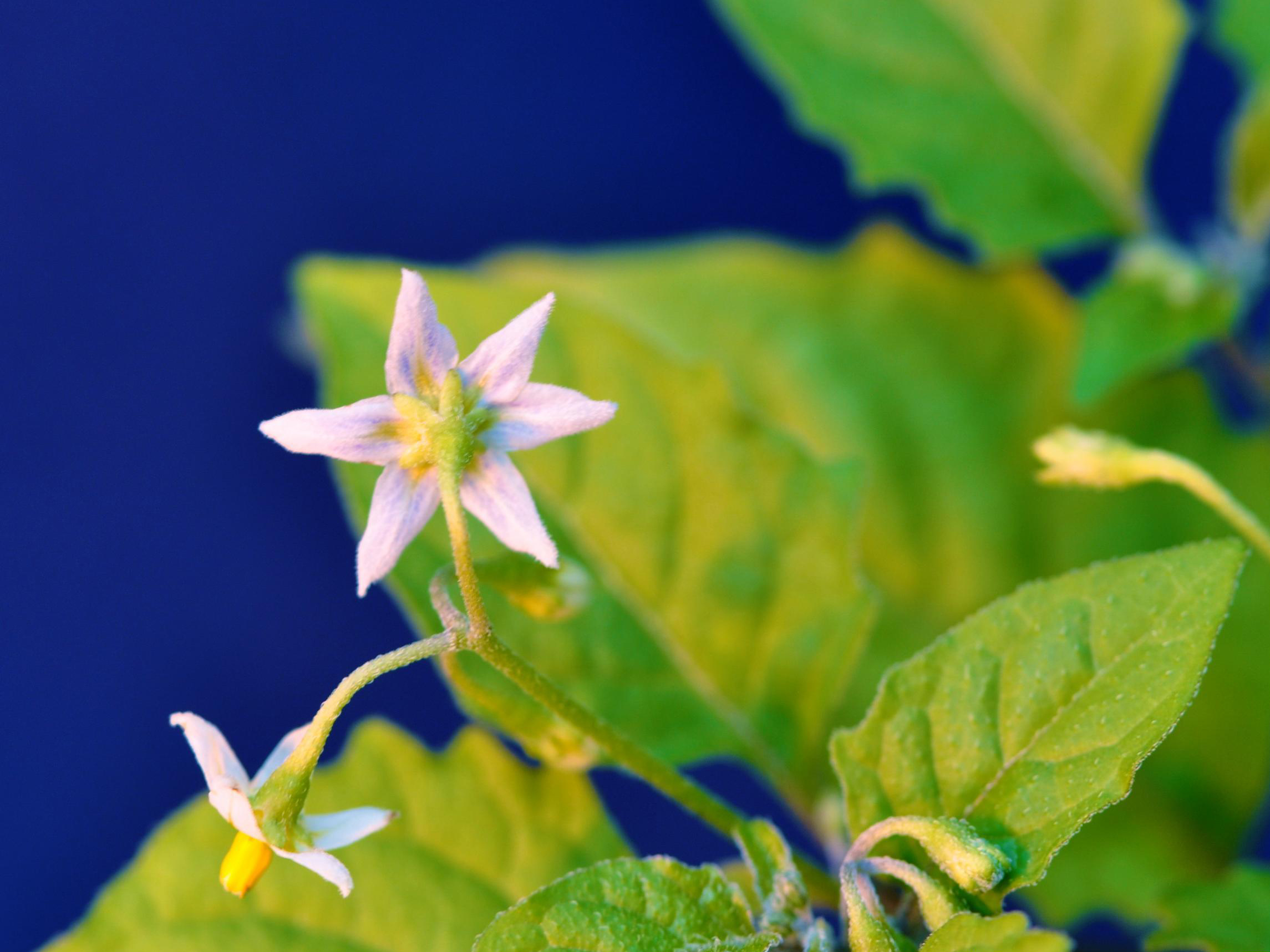
Hoa của S. ptychanthum

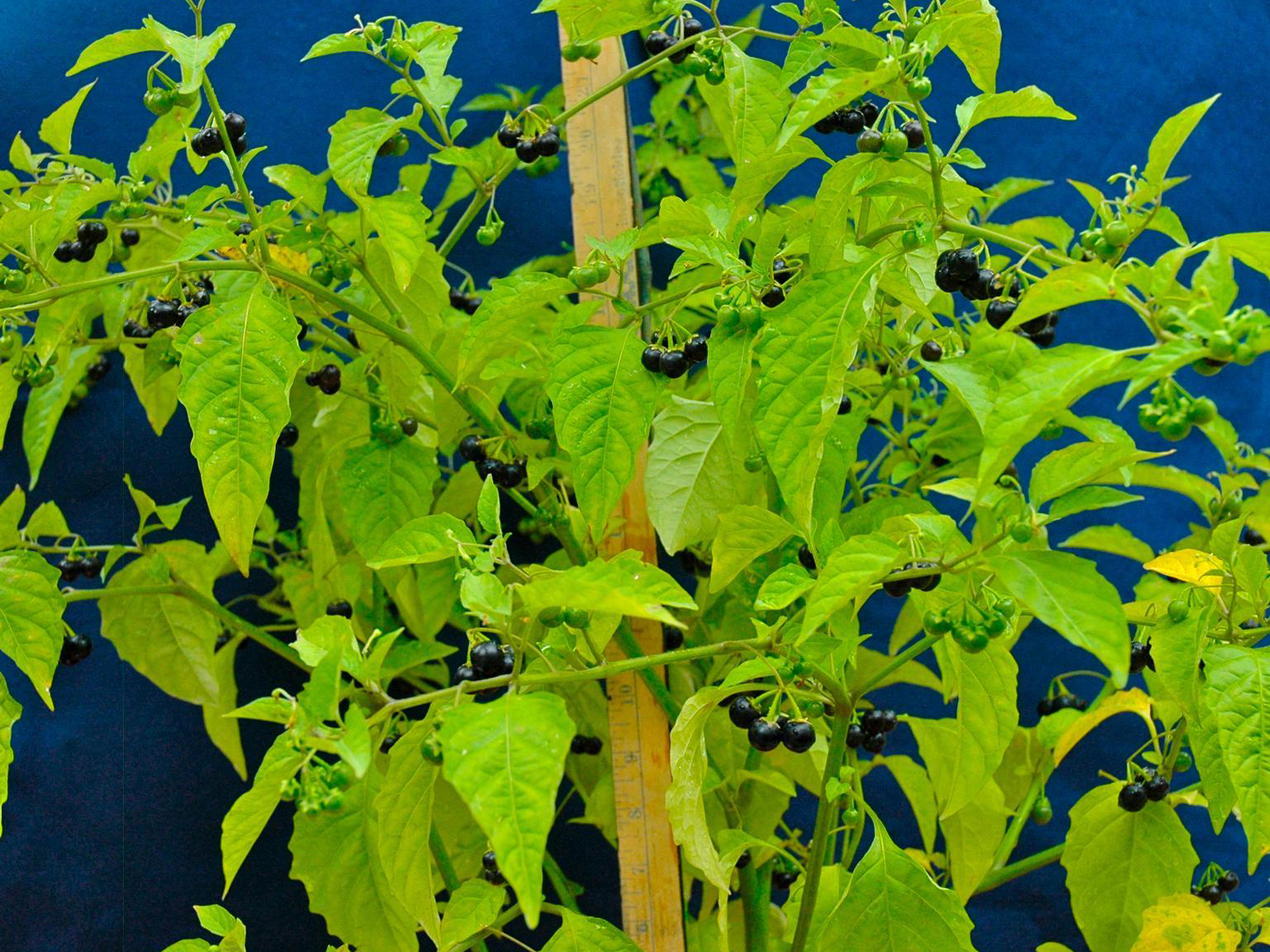
Một bụi cây S. ptychanthum với quả chín

Solanum ptychanthum, tên thông dụng là cà Tây Ấn hay cà đen phương đông, là một loài thực vật có hoa thuộc chi Cà. Loài này chủ yếu được tìm thấy ở miền Đông Hoa Kỳ.

## Mô tả
S. ptychanthum là cây thân thảo hằng năm, cao từ 30 cm đến gần 1 m, phân nhánh. Thân cây có lông khá thưa, nhưng không phải là gai. Lá mọc xen kẽ, dài khoảng 8 cm và rộng khoảng 5 cm, hình ô-van, mép lá hơi gợn sóng hoặc có răng cưa khá cùn; lá có màu xanh sậm hoặc vừa, có một lớp lông ngắn ở hai mặt, thường là mặt dưới; cuống lá dài và mảnh. Học mọc thành cụm từ 3 đến 10 hoa, mỗi cuống hoa dài khoảng 2 cm; hoa có đường kính hơn 8 mm, có 5 cánh trắng muốt xếp thành hình ngôi sao, đôi khi có màu tím hoặc xanh lá ở gốc, nhị màu vàng tươi. Hoa thường nở vào mùa hè và trễ nhất là đầu thu. Quả mọng hình cầu, đường kính khoảng 6 – 8 mm, ban đầu có màu xanh bóng khi còn non, chuyển sang màu xanh đen bóng mịn khi chín, có nhiều hạt vàng hoặc nâu; quả ăn được nếu chín hoàn toàn, có vị ngọt, đôi khi hơi đắng.
S. ptychanthum ưa nắng mặt trời (có thể bóng râm) và đất ẩm, đặc biệt là đất màu mỡ với lượng nitơ dồi dào. Kích thước của cây phụ thuộc rất nhiều vào độ ẩm và độ phì nhiêu của đất. S. ptychanthum thường mọc ở các trảng cỏ, rừng thưa,những nơi quang đãng, đất trống và ngay cả trên ruộng đồng hay ở những ngõ hẻm. Vì thế nó được xem là loài cỏ dại độc hại.
Quả chín của S. ptychanthum rất được ưa thích bởi các loài chim và động vật có vú. S. ptychanthum có nhiều nét tương đồng với Solanum americanum và Solanum nigrum.